# 临封郡
临封郡，中国唐朝时设置的郡。
唐玄宗天宝元年（742年），改封州置临封郡。治所在封川县（今广东省封开县东南封川镇）。下辖封川县、开建县（今广东省封开县开建社区）。辖境相当今广东封开县地。唐肃宗乾元元年（758年）复改为封州。